# Малдыбаев, Теберик
Тебери́к Малдыба́ев (каз. Теберік Малдыбаев, 1894 год, Туркестанский край, Российская империя — 1964 год, Шуский район) — колхозник, звеньевой колхоза «Бирлик-Истем», Герой Социалистического Труда (1948).

## Биография
Родился в 1894 году в Аулиеатинском уезде (ныне — на территории Шуского района Жамбылской области).
В 1930 году вступил в колхоз «Бирлик-Истем» Шуского района Джамбулской области. Первоначально работал рядовым колхозником. В 1942 году был назначен звеньевым полеводческого звена.
В 1946 году полеводческое звено под руководством Теберика Малдыбаева собрало по 33 центнера зерновых вместо запланированных 17 центнеров. За этот доблестный труд был удостоен в 1948 году звания Героя Социалистического Труда.
Руководил бригадой до 1959 года, после работал охранником.
Скончался в 1964 году.

## Награды
- Герой Социалистического Труда (1948)
- Орден Ленина (1948)